# Joaquín Nebot Monzonís
Joaquín Nebot Monzonís (Aiòder, 19 de gener de 1946) va ser un polític valencià, diputat en les tres primeres legislatures de les Corts Valencianes.
Treballà com a muntador de forns ceràmics. Militant del PSPV-PSOE fou elegit diputat per la circumscripció de Castelló a les eleccions a les Corts Valencianes de 1983, 1987 i 1991. De 1987 a 1991 ha estat president de la Comissió de Governació i Administració Local de les Corts Valencianes, i de 1991 a 1995 fou secretari de la Comissió d'investigació per tractar les irregularitats detectades en la subvenció concedida a l'empresa COSISTEL, SAL i les possibles implicacions i les responsabilitats que poguessin tenir relació amb l'esmentada subvenció. També fou ponent de la Llei Reguladora de l'Activitat Urbanística (LRAU).